# Scoliopus bigelovii
Scoliopus bigelovii är en liljeväxtart som beskrevs av John Torrey. Scoliopus bigelovii ingår i släktet Scoliopus och familjen liljeväxter. Inga underarter finns listade.

## Bildgalleri

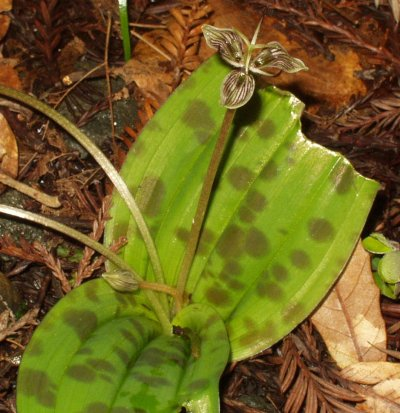
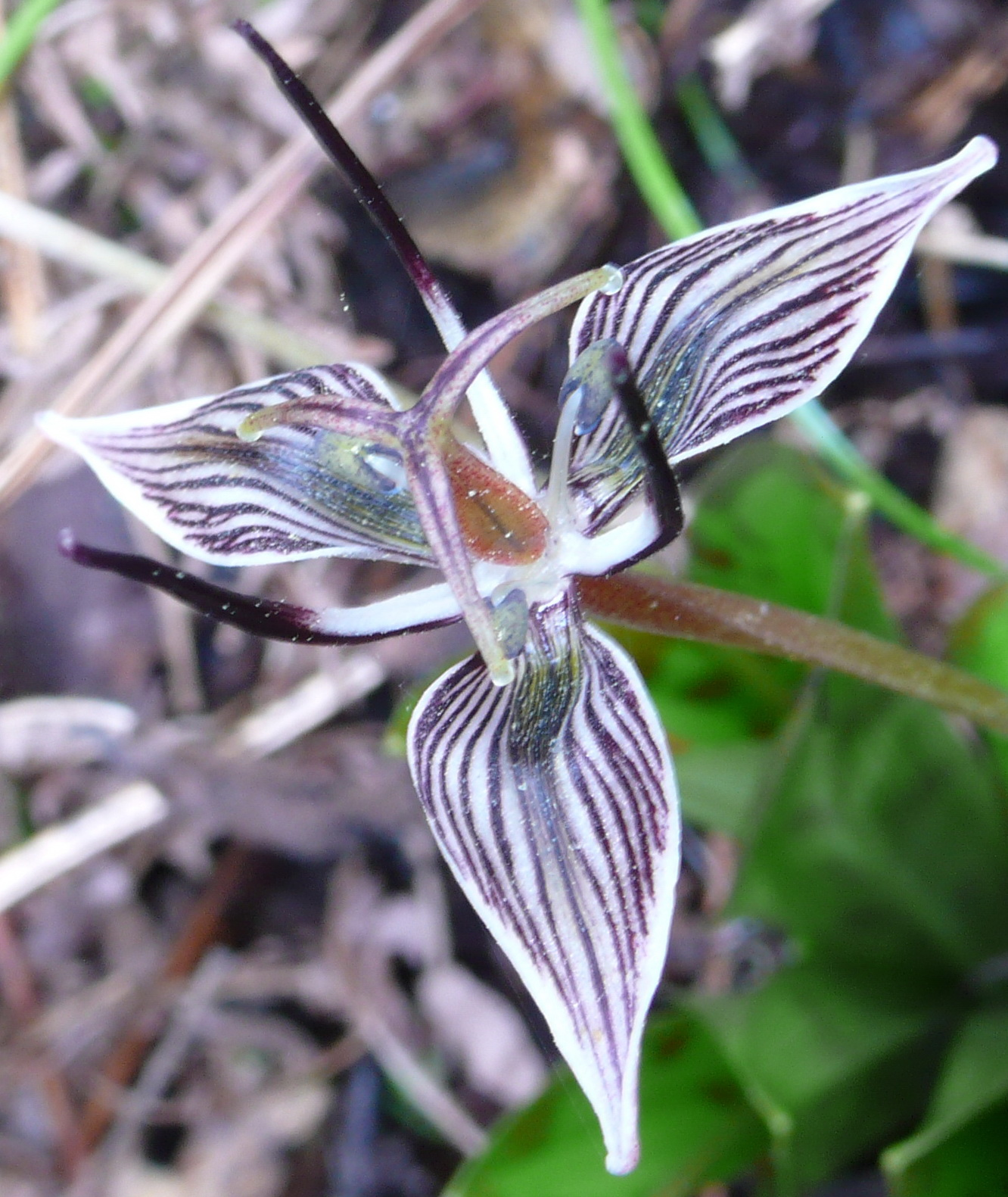
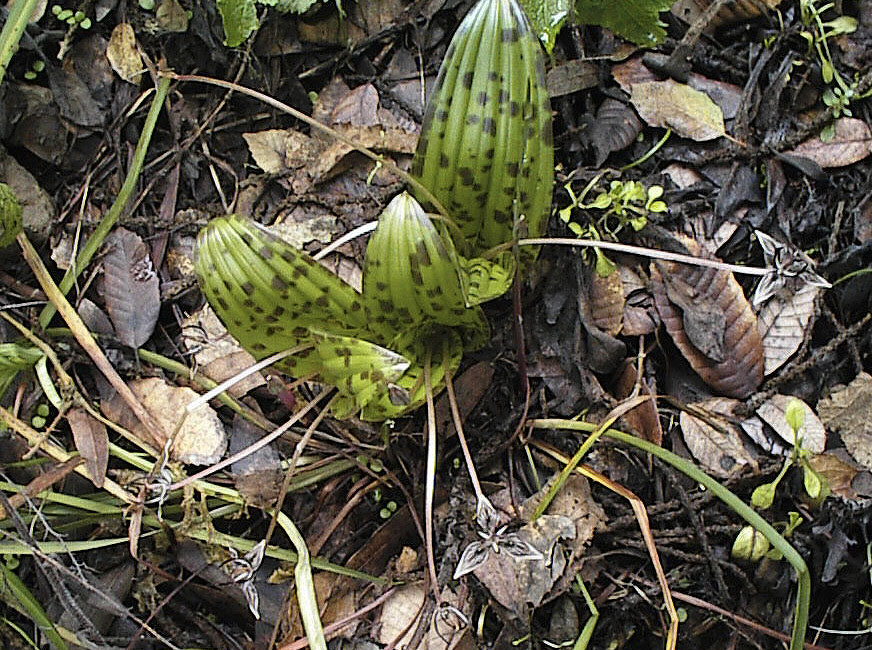